# Schlagalm
Die Schlagalm ist eine Alm in den Bayerischen Voralpen. Sie liegt im Gemeindegebiet von Rottach-Egern.
Das Almgebiet befindet sich an Südosthängen unterhalb des Schlagkopfes und wird im Norden vom Lauf der Weißen Valepp begrenzt. Zum Almgebiet gehört auch noch die Blauwandhütte. Die Alm war bereits auf der Uraufnahme namentlich erwähnt.
Die Alm ist einfach über die jahreszeitlich geöffnete Valeppstraße von Rottach-Egern aus erreichbar.